# نجد أرموريكان
النجد الأرموريكي (بالفرنسية: Massif armoricain) هو نجد جيولوجي يغطي مساحة واسعة في شمال غرب فرنسا، يشمل بريتاني، والجزء الغربي من نورماندي، وبايي دو لا لوار. ويعد هذا النجد مهمًا لاتصاله بدوفر على الجانب البريطاني من القناة الإنجليزية، ولوجود تجاذبات جغرافية على كلا الجانبين.